# Walther OSP
A Walther OSP manufaturada pela Walther é uma pistola de calibre .22 curto. A OSP foi projetada para o evento olimpico de Tiro rápido 25m e se tornou a vencedora duradoura do evento. A pistola possui um punho Morini (Fabricante), colocando o tubo num plano mais baixo para reduzir o recúo. O peso do cano é moderado e portado e o sentimento de recúo é virtualmente inexistente. Acompanha também um gatilho de 1kg ou 1.4kg. 
A pistola foi efetivamente tornada obsoleta pelas mudanças de regras da ISSF em 2005 acerca de Pistolas de tiro rapido 25m, padronizando as regras das pistolas padrões de 25m para as mesmas, impedindo o uso do cartucho .22 curto, gatilho muito leve e dentre outros.
Ao invés de apenas oferecer pistolas padrões a maioria das empresas projetou novas pistolas rápidas especializadas. O novo modelo foi o Walther SSP que efetivamente substituiu a OSP.